# چونتا (آیاکوچو)
چونتا (به اسپانیایی: Chunta) یک کوه در پرو است که در منطقه آیاکوچو واقع شده‌است. چونتا ۴٬۸۰۰ متر بالاتر از سطح دریا واقع شده‌است.